# Quincampoix-Fleuzy

Quincampoix-Fleuzy este o comună în departamentul Oise, Franța. În 1 ianuarie 2022 avea o populație de 403 de locuitori.